# Meenakshi Madurai Nayak
Meenakshi Madurai Nayak, död 1736, var regerande drottning över dynastin Madurai Nayaks rike i södra Indien mellan 1731 och 1736. Hon var rikets sista regent, då det sedan erövrades av mogulriket. 

## Biografi
Meenakshi var gift med kung Vijaya Ranga Chokkanatha Nayaka (r. 1704–1731), som avled barnlös 1731. Änkedrottning Meenakshi adopterade då en pojke, sonen till en man vid namn Vangaru Tirumala, som sin makes arvinge, och övertog själv regeringen som förmyndare för denna pojke. 1733 ledde den biologiske fadern till hennes adoptivson, Vangaru Tirumala, ett uppror mot henne och hävdade sin egen rätt till tronen. 
Madurai Nayaks rike var formellt en vasallstat till mogulriket. 1734 sände mogulkejsarens representant Nawaben av Arcot sin son Safdar Ali Khan och rådgivare Chanda Sahib för att utkräva de södra kungarikernas tribut åt mogulriket. Vangaru Tirumala närmade sig Safdar Ali Khan och erbjöd sig att betala tre miljoner rupees i utbyte mot att denne skulle avsätta drottning Meenakshi till förmån för honom själv. Safdar Ali Khan accepterade erbjudandet, tog emot summan och utropade Vangaru Tirumala till kung, men gjorde ingenting för att genomföra dennes krav utan lämnade landet utan att attackera drottningens bas Trichinopoly. Han lämnade dock kvar Chanda Sahib för att slutföra överenskommelsen. Drottningen betalade dock framgångsrikt tio miljoner rupees till denna för att erkänna hennes rätt till tronen, något han också fick svära på koranen i närvaro av sina sepoys och sowars vid hennes hov i Trichinopoly. Vangaru Thirumala fick dock styra över Madurai och Tinnevelly. 
År 1736 återvände Chanda Sahib till Trichinopoly, erövrade det och utropade sig själv till kung. Han erövrade sedan också Vangaru Thirumalas del av riket. Drottning Meenakshi fängslades i sitt eget palats, där hon begick självmord. Riket anslöts under Chanda Sahibs styre till mogulriket.